# Faik Quku
Faik Quku (ur. 1895 w Szkodrze, zm. 19 lipca 1963 w Stanach Zjednoczonych) – albański wojskowy.

## Życiorys
Kształcił się na uczelni wojskowej w Imperium Osmańskim. W 1921 roku otrzymał stypendium od francuskiego rządu, co pozwoliło mu na podjęcie studiów w jednej z uczelni wojskowych we Francji; naukę ukończył w 1924 roku, po czym wrócił do Albanii.
Został przydzielony do dowództwa generalnego albańskiej armii w stopniu porucznika. W 1926 roku został wysłany na dalsze studia do Akademii Wojskowej Sztabu Generalnego w Turynie, kończąc ją z wysokimi wynikami. Po powrocie do Albanii dowodził garnizonem w Elbasanie oraz pełnił funkcję inspektora Szkoły Wojskowej w Tiranie, jednocześnie zajmował się działalnością naukową z zakresu nauk wojskowych. Awansował także na stopień pułkownika. Na polecenie albańskiego rządu przygotował strategię i taktykę obrony kraju przed potencjalnym atakiem ze strony Włoch. Po stłumieniu przez siły rządowe powstania w Fierze w 1935 roku został przeniesiony do jednostki rezerwowej w Beracie, gdyż według króla Albanii Zoga I Quku miał mieć wpływ na wybuch tegoż powstania, gdyż zostało ono zainicjowane przez jego dawnych podopiecznych.
28 listopada 1939 roku zorganizował demonstrację we Wlorze. Wiosną 1941 roku objął funkcję prefekta obwodu Gjirokastra, a w 1943 roku został mianowany prefektem obwodu Wlora przez premiera Maliqa Bushatiego, jednocześnie angażował się w działalność ruchu oporu; dołączył do Balli Kombëtar, zostając wybranym na sekretarza wykonawczego. Z tego powodu Quku został odwołany z pełnionej przez siebie funkcji. We wrześniu 1943 roku uczestniczył także w konferencji w Mukje. Związany z Armią Narodowo-Wyzwoleńczą Enver Hodża kilkukrotnie składał Quku propozycję przyłączenia się do swojej armii i objęcia wysokich wojskowych stanowisk, jednak ten za każdym razem odmawiał ze względu na swoje antykomunistyczne poglądy; z tego powodu Hodża ogłosił go wrogiem ludu.
Po zajęciu Albanii przez wojska niemieckie dwóch oficerów Wehrmachtu poprosiło o spotkanie z Midhatem Frashërim i Faikiem Quku, ci jednak nie zgodzili się na rozmowy, ten drugi nie uczestniczył także w pierwszym kongresie Balli Kombëtar, który odbył się w Beracie. Latem 1944 roku kierownictwo tejże organizacji zaproponowało mu objęcie dowództwa na południu, jednak odmówił. Nawiązał natomiast kontakt z albańskimi nacjonalistami z północnej Albanii w celu udaremnienia przedostania się sił komunistycznych na północ okupowanego jeszcze kraju. Spotkał się również z oficerami misji brytyjskich, zwracając się do nich z prośbą o interwencję w Albanii, by ta nie została przejęta przez komunistów.
We wrześniu 1944 roku udało mu się uciec przed aresztowaniem ze strony żołnierzy Waffen-SS, a 21 listopada tegoż roku opuścił Albanię, osiadając we Włoszech; początkowo w Bari, następnie w Rzymie. Do 1949 roku pełnił funkcję dyrektora UNRRA na Europę Południowo-Wschodnią. Proponowano mu objęcie dowództwa nad batalionem złożonym z albańskich żołnierzy, przeznaczonym do ochrony obiektów sakralnych w Jerozolimie; odmówił, gdyż uważał, iż Albańczycy nie powinni ingerować w sytuację polityczną innych państw śródziemnomorskich. Nawiązał kontakt z amerykańskimi dyplomatami w celu omówienia kwestii Albanii, w 1949 roku został wezwany do Waszyngtonu w celu spotkania z urzędnikami Departamentu Stanu, zaproponowano mu poprowadzenie powstania przeciwko albańskiej władzy komunistycznej, jednak rozmowy ostatecznie nie doszły do skutku z powodu braku zgody strony amerykańskiej na warunki stawiane przez Faika Quku.
Pod koniec lat 40. na stałe osiadł w Stanach Zjednoczonych. Pośmiertnie ukazała się jego książka poświęcona II wojnie światowej.

## Życie prywatne
Miał dwóch braci: Qamila oraz Shyqyriego. Był wujkiem Mentora Quku.